# Philippe Quintais
Philippe Quintais (ur. 30 grudnia 1967 w Chartres) – francuski gracz i trener pétanque, dwunastokrotny mistrz świata. Aktualnie mieszka w Hanches.

## Sukcesy

### Mistrzostwa Francji
- dwa razy mistrzostwo Francji tête-à-tête (gra pojedyncza): 1988, 2001.
- dwukrotny mistrz Francji dubletów: 1999, 2007.
- mistrz Francji tripletów w 2006.
- dwukrotne mistrzostwo Francji mixtów (par mieszanych): 1993, 1994.

### Mistrzostwa Świata
- ośmiokrotne mistrzostwo świata tripletów: 1991, 1993, 1995, 1996, 1998, 2002, 2003, 2004.
- cztery razy tytuł mistrza świata w strzale precyzyjnym: 2000, 2001, 2002, 2003.
- mistrzostwo świata tripletów w 2007 (jako trener).

### Inne osiągnięcia
- 5 wygrane w Pucharze Francji klubów (1 z Hanches i 4 z D.U.C. z Nicei).
- 12 zwycięstw w Mondial de Millau 
  - 5 razy w tripletach: 1990, 1995, 1996, 2005, 2006.
  - 2 razy w dubletach: 1996, 1997.
  - 5 razy w singlach: 1995, 1997, 2000, 2001, 2002.
- 3 razy wygrany turniej La Marseillaise à Pétanque: 1997, 2004, 2005.
- 2 zwycięstwa w turnieju Masters de Pétanque: 2003, 2007.
- 4 trofea Canal+.
- rekord świata w strzale precyzyjnym (62 pkt.) w Grenoble (2002).
- rekord wybijania kul w ciągu godziny: 991 bul/1000.

## Ciekawostki
- Do strzelania używa kul Leader 74mm/690g, a do ustawiania Obut Bi-pôle.
- Quintais jest prezesem klubu Hanches (był jednym z jego założycieli).
- Philippe zaczął grać w petankę z rodzicami, kiedy miał 12 lat.
- Quintais zajmuje się wędkarstwem.